# Cecilia Moreau
Cecilia Moreau (Olivos, 1976) é uma política argentina, presidente da Câmara dos Deputados da Nação Argentina entre agosto de 2022 e dezembro de 2023. Moreau tornou-se a primeira mulher a ocupar esse cargo no país. Com a sua saída da presidência, logo em seguida assumiu a 1ª vice-presidência da Câmara em 10 de dezembro de 2023.
Ocupou seu primeiro cargo parlamentar entre 2007 e 2011, como deputada da província de Buenos Aires, eleita pela União Cívica Radical. Em 2014, filiou-se ao partido Frente Renovadora, liderado por Sergio Massa. Em 2015, foi eleita deputada nacional de Buenos Aires pela coalizão UNA (Unidos por uma Nova Alternativa), sendo reeleita em 2019 pela Frente de Todos que elegeu o presidente Alberto Fernández.
Com a saída de Sergio Massa da presidência da Câmara dos Deputados para assumir o Ministério da Economia, o bloco Frente de Todos anunciou que proporia Moreau para assumir a presidência. A política foi confirmada no cargo em sessão realizada no dia 2 de agosto de 2022, após uma votação simbólica.
Moreau é filha dos também políticos María del Carmen Banzas e Leopoldo Moreau. Seu pai, Leopoldo, presidiu a Câmara dos Deputados do país em 1989.